# Langenweißbach
Langenweißbach é um município da Alemanha, situado no distrito de Zwickau, no estado da Saxônia. Tem 22,49 km² de área, e sua população em 2019 foi estimada em 2.473 habitantes.